# 13703 Romero
13703 Romero è un asteroide della fascia principale. Scoperto nel 1998, presenta un'orbita caratterizzata da un semiasse maggiore pari a 2,4083701 UA e da un'eccentricità di 0,1950960, inclinata di 1,55849° rispetto all'eclittica.